# Lepidodactylus labialis
Espèce
Synonymes
- Gecko labialis Peters, 1867
- Pseudogekko labialis (Peters, 1867)

Statut de conservation UICN

 LC  : Préoccupation mineure
Lepidodactylus labialis est une espèce de geckos de la famille des Gekkonidae.

## Répartition
Cette espèce est endémique de Mindanao aux Philippines.

## Publication originale
- Peters, 1867 : Herpetologische Notizen. Monatsberichte der Königlich Preussischen Akademie der Wissenschaften zu Berlin, vol. 1867, p. 13-37 (texte intégral).